# Genski proizvod
Genski proizvod je biohemijski materijal, bilo RNK ili protein, koji je rezultat ekspresije gena. Merenje količine genskog proizvoda se u pojedinim okolnostima koristi za određivanje aktivnost gena. Abnormalne količine genskog proizvoda mogu da budu u korelaciji sa alelima koji uzrokuju bolesti, kao što su na primer prekomerne aktivnosti onkogena koji mogu da  izazovu kancer.